# Demográfiai átmenet a dualizmus kori Magyarországon
A dualizmus kori (1867-1914) Magyarországon a demográfiai átmenet jellegzetességei figyelhetők meg.:270. A demográfiai átmenet alatt azt a folyamatot értjük a demográfián belül, amikor a magas születési arányszámot, és az azt kísérő magas halálozási arányszámot felváltja egy olyan szakasz, amelyben a születésszámok lecsökkennek, és a halálozási számok aránya is alacsonyabb lesz. Az átmenet jellemzően a preindusztriális társadalmakban kezdődik meg. Az elején azonban népességnövekedés jellemző, mivel a halálozások száma nem haladja meg a születések számát, sőt, gyakran eleinte magasabb is a népességnövekedés aránya, mint a korábbi demográfiai szakaszban, amiért a halálozások aránya nagyobb mértékben, illetve hamarabb esik le, mint a születéseké.:270–272.
A gyakorlatban a demográfiai átmenet végén azonban megfigyelhető, hogy a halálozások száma meghaladja a születésekét. Ez azonban Magyarországon csak később jön el, mint az itt elemzett időszak, 1980-ban történik ez meg. A halálozások arányszáma már az 1870-es, 1980-as évek után csökkenni kezd, majd az 1890-es évektől a születésszámok aránya is elkezd alacsonyabb lenni. Érdemes azonban megemlíteni azt is, hogy mivel az ipari forradalmak is később érték el országunkat, mint a nyugat-európai országokat, így a halálozási arányszám csökkenése is több tíz évet késett hozzájuk képest, a születésszámok csökkenése viszont szinte velük egyszerre történt.:270–274.

## Születések arányának változása – Gyermekvállalási hajlandóságot alakító tényezők
A halálozások számával ellentétben, a születések arányának változásai nem csak az egészségügy és a környezeti tényezők függvénye, hanem nagy részben a társadalmi csoportok, az egyén döntéseiben, gondolkodásában megfigyelhető eltérés az oka. Ezt sok tényező befolyásolhatja, többek között az egészségügyi, környezeti aspektusok változása, vagy pedig az aktuális gazdasági helyzet.

### Nupcialitás
A dualizmus kori termékenységi indexeket (amely azt mutatja, a szülőképes korú nőkre kivetítve, más országokhoz képest, mekkora a gyermekvállalási hajlandóság) megvizsgálva a legszembetűnőbb információ, hogy a magyarok esetén az arány kimagasló. Ennek az egyik indoka lehet, hogy a magyarországi nupcialitás is kimagasló volt, tehát azok aránya, akik házasságban éltek a korszakban. A nyugat-európai országokban a nupcialitás 0,4 és 0,5 közé volt tehető, míg Magyarországon az arány 0,7 körül mozgott a 19. század második felében. A nupcialitás tekintetében ugyanis Európa két részre szakadt, a keleti részre nagyobb mutató, míg a nyugatira alacsonyabb volt jellemző, és ebben a tekintetben Magyarország kelet felé tendált.
Ehhez tartozik, hogy a nők az első házasságkötés időpontjában igen fiatalok voltak Magyarországon – az 1880-as években 20,6 év volt az átlagéletkor, míg 1910-ben is csak 22,1 év. A házasságok arányszámai összességében azért fontosak a gyermekvállalási hajlandóságnál, mert bármelyik időben és térben vizsgálódunk, általánosságban elmondható, hogy a házasok körében nagyobb a gyermekvállalási hajlandóság, értelemszerűen, családalapítás okán.:277–282.

### Fogamzást befolyásoló tényezők
A 19. században a nők fizikai állapota sokkal nagyobb befolyással volt a termékenységükre, a gyermekvállalásra mint napjainkban, akkoriban a megjelenő problémákat a népi gyógyítók nem tudták kiküszöbölni. A táplálkozás is sokat tudott rontani a helyzeten, főleg a termelést tekintve ínséges időkben, amikor a nők nem jutottak megfelelő mennyiségű tápanyaghoz. A kor jellemzője továbbá az is, hogy a szexuális élet, és ezzel együtt a fogamzások a mezőgazdasági idénymunkákhoz igazodtak, azaz akkor fogant a legtöbb gyerek, amikor kevesebb volt az agrármunka, így a fogamzások csúcspontja június volt, az idénymunka megkezdése előtti időszak. Az év többi részében, a munkacsúcsok idején a fogantatások szinte szüneteltek.

### Születéskorlátozás megjelenése
Ameddig a születésszabályozás széleskörben nem terjedt el, addig a nők életútjára gyakran jellemző volt, hogy termékeny éveiket sorra utódok szülésével töltötték ki, így nem volt ritka 6-7 gyermek vállalása sem. A nagyszámú utód vállalásának egy további indoka éppen a nagy csecsemő- és gyermekhalandóság (lásd lentebb). a szülőknek ugyanis szüksége volt a megfelelő számú örökösre, munkaerőre, és mivel a megszületett utódok jelentős része még a dualizmus korában sem érte meg a felnőttkort, ez is előidézte azt sok esetben, hogy több gyermeket vállaltak.:105–106., 115., 119.
Magyarországon ugyanakkor a demográfiai átmenetre jellemző a termékenységi arányszám csökkenése viszonylag korán megindult, néhány nyugat-európai országnál is korábban. Ennek egyik indoka a születésszabályozás korainak számító széleskörű elterjedése, ráadásul az alsóbb, paraszti társadalmi rétegek körében is. Kezdetben a hegyes-dombos vidékeken fenyegette őket a túlnépesedés, a parasztbirtokok elaprózódása és az elszegényedés, így tudatosan kevesebb gyereket vállaltak ezen parasztcsaládok. Ez a tendencia pedig rövidesen más rétegekre, más területekre is elkezdett átterjedni.:284–286. Azok körében, akik már különböző születéskorlátozó módszereket alkalmaztak az átlagos gyermekszám feleannyi, megközelítőleg 2-4 volt. Kamarás Ferenc demográfus kutatásai alapján, amelyet Faragó Tamás demográfus is elismert később, 1890 körül mindössze a társadalom 10%-a használhatott bármilyen születéskorlátozó technikát szándékosan.
A születéskorlátozásnak már egészen korán megjelent formája volt az időszakos önmegtartóztatás, az együttlét megszakítása, valamint a szoptatás meghosszabbítása, melyek ugyan egyáltalán nem tökéletes módszerek, mégis megnehezítették a teherbeesést. Ugyanakkor a nem kívánt terhesség megszakítása (tehát mesterséges abortusz) is sokak által ismert „megoldás” volt a szülés elkerülésére.:111–115. Az abortusz azonban a korszakban börtönbüntetéssel fenyegető bűntett volt az 1878-as büntetőtörvénykönyv értelmében. Egy – Magyarországon egyébként kevésbé, inkább nyugaton elterjedt – lehetőség volt a tágabb értelmű születéskorlátozásra a hölgyek későbbi házasságkötése is.

### Szülés egészségügyi körülményei
A szülések nagy része a 19. század végén és a 20. század elején még mindig otthon történtek, szakképzett segítség nélkül. Orvos 1897-es adatok alapján mindössze a szülések 2,2 százalékánál volt jelen. A közreműködő személy többnyire egy bába volt, a bábákat pedig már Mária Terézia idejétől kezdve igyekeztek valamilyen képzés elvégzésére kötelezni, ez azonban még mindig csak a bábák egy részét érte el – ugyanezen évi adatok alapján a szüléseket kísérő személyek közül 55,9% volt okleveles, míg 33,2% oklevél nélküli bába. A területi eltéréseket azonban itt fokozottan érdemes kiemelni, mivel az okleveles bábák szüléseknél való jelenléte Budapesten, a fővárosban már 90 százalékos arányt is meghaladta, míg a Tiszántúlon a 40 százalékot sem érte el.:103–105.
A szülések kapcsán az anyai halálozásról is érdemes említést tenni a korszakot illetően. A szülő nők viszonylag gyakran haltak meg 19. század első felén, közepén ún. gyermekágyi lázban. Semmelweis Ignác az egyik, aki ezen a téren átütő felfedezést tett: kórházi statisztikák alapján megállapította, hogy ahol a szülő nő vizsgálatát orvos hajtja végre, aki azt megelőzően boncolást végzett, ott a gyermekágyi láz megmutatkozása és ezáltal a nők halálozási aránya magasabb. Emiatt előírta a saját hatásköre alá tartozó szakemberek számára az alapos, klóros kézmosást, amely rövidesen elterjedt módszer lett – ezzel számos anya életének megmentőjévé vált. A módszer gyakorlatba vétele és tökéletesítése viszont természetesen időbe telt.

## Halálozások arányának javulása
Az egészségügyi helyzetet illetően az első legfontosabb megemlítést érdemlő körülmény a kolerajárvány hullámai. A 19. század közepén több ilyenről is tudomásunk van, az utolsó jelentősebb pedig már a dualizmus korára, 1873-ra tehető Magyarországon, ráadásul a 70-es évek elején a termés is igen rossz volt, amely éhínséget okozott – 1873-ban a halálozások száma ezek miatt meghaladta az élveszületések számát.
Az 1880-as évektől azonban nem volt több nagy mennyiségű áldozatot szedő és nagy területre kiterjedő kolerajárvány és a himlőt is megfékezték, valamint a malária, mint halálozási ok is visszaszorult. A mezőgazdasági termelés is szép ütemben fejlődött, például a folyószabályozások miatt több termőföld állt rendelkezésre, így a középkorra jellemző éhínségek sem ütötték már fel a fejüket. Mindezek miatt a halálozások aránya viszonylag gyorsan tudott csökkenni.:273–274.

### Fejlődés a fertőző betegségek terén
A 20. század elején is az egyik legmeghatározóbb halálozási ok a fertőző betegségek kategóriája volt. Itt azonban érdemes megemlíteni, hogy ekkoriban a halálozási okokat még gyakran nem tudták megállapítani, vagy nem megfelelően állapították meg, esetleg elmaradt ennek rögzítése, ezért a legnagyobb arányú az „egyéb betegség” halálok volt. Becslések alapján azonban a ténylegesen fertőző betegségekben elhunytak aránya a 19. század közepén körülbelül 50% lehetett, egy-egy nagyobb járvány során akár még magasabb is.
A fertőző betegségek egy része maguktól elkezdett csökkenő tendenciát mutatni, mint pl. a szamárköhögés vagy a kanyaró gyermekbetegségek is. Más betegségek esetében azonban a védőoltások jelentették a tényleges megoldást, amelyek orvosi közreműködéssel széleskörben alkalmazásra kerültek – így például a himlőjárványok megfékezésre kerültek. Bizonyos járványügyi intézkedések is segítettek egy-egy fertőzés hullám visszaszorításában, ami többek között a beteg elkülönítését jelenthette. Ezenkívül az orvoslás fejlődésével különböző betegségek terápiás jellegű kezelése is potenciális megoldást jelentett. Sajnos azonban bizonyos fertőző betegségek felszámolása nem sikerült, így mondjuk a vérhasé sem.:146.

### Csecsemőhalandóság
Egy újabb fontos alpontja az egészségügyet érintő változásoknak, az a csecsemőket érintő halálesetek arányának változása a korszakban. Magyarországon ezek aránya igen lassan csökkent Európa más országaihoz képest, a fertőző gyermekbetegségek, köztük az egyik legmeghatározóbb, a tuberkulózis még az 1900-as évek elején is meghatározó számú áldozatot követelt. Erre vonatkozó adat szintén az 1. mellékletben látható, a 19. század második felében a 253 ezrelékről, az első világháború előtti évekre mindössze 198 ezrelékre tudott az arány csökkenni.:272.
A dualizmus korában az 1-11 hónapos korú csecsemők halálozásának aránya mutatott látványos fejlődést, az 1 hónapos kornál fiatalabb kisbabák túlélésének esélyei csak az első világháború után, sőt az 1 hetet sem betöltő babák haláleseteinél csak a 20. század végéhez közeledve történt jelentős változás. A születés utáni első pár napban, hétben főként belső, egészségügyi (terhesség vagy szülés során kialakult) problémák okozzák a haláleseteket, ezeket pedig a dualizmus kori körülmények között gyakorlatilag egyáltalán nem tudták kezelni – mivel az otthonszüléseknél, ahogy láttuk, gyakran még szakképzett segítség sem volt, pláne nem orvos vagy kórházi környezet. 1-11 hónapos kor között azonban már nem veleszületett rendellenességek okozzák a legtöbb problémát, hanem sokkal inkább az otthoni gyermekgondozása részletei lesznek jelentősek – pl. táplálkozás és higiénia javulása, illetve a fertőzőbetegségek kezelése volt a megoldás. Higiéniát illetően a városokban még nagyobb fejlődés volt jellemző a közegészségügyi szabályozások szigorúsága, illetve a városi közművek megjelenése miatt.:146.
Ez volt a legfőbb oka annak is, hogy a korszakban a születéskor várható élettartam elég alacsony volt, sokan ugyanis már gyerekkorukban életüket vesztették. 1900-ben a férfiaknál ez az adat 36,6 év volt, míg a nőknél 38,2 év mindösszesen. Ha egy gyermek megérte a 10 éves kort, akkor viszont a férfiaknál már az ő várható élettartamuk 58,2 év volt, míg a nőknél 56,8 év.:143.

## A demográfiai átmenet kritikája
A demográfiai átmenete elmélete arra alapszik, hogy a magas halálozási és magas születési arányszámok egyensúlyi állapotából egy másik egyensúlyi állapot alakul ki fokozatosan, amelyre már alacsony halálozási és születési arányszámok jellemzőek. Ezt azonban számos kritika érte, elsőként is azt, hogy valóban létezik-e a születési és halálozási arányszámok kapcsán egyensúlyi állapot. Erre a két rátára ugyanis inkább hullámzás jellemző, így egyensúlyról valójában inkább akkor beszélhetünk, mikor a kettő egy pontban találkozik. Továbbá az eredeti elmélet szerint egy új egyensúlyi állapotnak kellene kialakulni az alacsony arányszámokkal, miközben a gyakorlatban sokkal inkább az figyelhető meg, hogy a halálozások száma a születések alá esik, és a népesség csökkenése kezdődik meg. Szintén vitatható az is, hogy valóban egy, a modernizáció, az ipari forradalmak által megindított, visszafordíthatatlan folyamatról van e szó – a gyakorlatban ugyanis a demográfia nem ilyen kiszámítható, elképzelhető például, hogy ezen szakaszt követően a népesség ismét növekedni fog Európában. Fontos kiemelni azt is, hogy a különböző európai országokban a demográfiai átmenet, és annak kezdetén a népességnövekedés új hulláma egészen különböző formában jelentkezett. Magyarország esete éppen a kivételeket erősíti, azáltal, hogy a születési és halálozási ráták szinte párhuzamosan kezdtek csökkenésbe, míg az elmélet szerint először a halálozások arányának kellett volna csak leesnie.